# Grāveru pagasts
Grāveru pagasts er en territorial enhed i Aglonas novads i Letland. Pagasten etableredes i 1945, havde 595 indbyggere i 2010 og omfatter et areal på 65,30 kvadratkilometer. Hovedbyen i pagasten er Grāveri.